# ジェームス・J・コーベット
ジェームス・J・コーベット（James John Corbett、1866年9月1日 - 1933年2月18日）は、アメリカ合衆国のカリフォルニア州出身の男性プロボクサー。「闘う銀行員」「ジェントルマン・ジム」と呼ばれていた。

## 来歴
- 1866年9月1日、カリフォルニア州サンフランシスコで生まれる。銀行員をしていたがボクサーに転向。
- 1892年9月7日、5オンスグローブ使用のクインズベリー・ルールによって初めて行われた世界タイトルマッチで、王者ジョン・L・サリバンと戦い、アウトボクシングで21回1分30秒KO勝ちでタイトルを奪った。後にロバート・L・リプレイは、自らのコラムでコーベットを取り上げ、相手に傷一つ負わせた事さえない、紳士的なボクサー、と紹介した。
- 1897年3月17日、ネバダ州カーソンシティでボブ・フィッシモンズに14回KO負けで世界王座陥落。
- 1933年2月18日、ニューヨーク州ロングアイランドのベイサイドにある自宅で、コーベットは午後2時10分に死亡した。ユナイテッドプレスはコーベットは「心臓病を誘発した腺障害」で亡くなったと報じた。 しかし、AP通信はコーベットが「肝臓癌と心疾患」で亡くなったと報じた。

## 通算戦績
- プロボクシング: 24戦14勝5KO4敗3引分け3無効試合

## 獲得タイトル
- 第2代世界ヘビー級王座（1892年9月7日 - 1897年3月17日）